# Fundacja Zapomniane
Fundacja Zapomniane – utworzona w 2014 polska organizacja pozarządowa zajmująca się tematyką pamięci o ofiarach Zagłady Żydów, trudnym dziedzictwem i pracą ze społecznościami lokalnymi. Fundacja uczestniczy m.in. w poszukiwaniach miejsc pochówku oraz oznacza miejsca pochówku ofiar, często z wykorzystaniem drewnianych macew. W działaniach na rzecz poszczególnych upamiętnień fundacja współpracuje z przedstawicielami różnych grup wyznaniowych, instytucji rządowych i samorządowych czy też np. z nadleśnictwami.
Fundacja zajmuje się także popularyzacją wiedzy, organizując m.in. wystawy i warsztaty edukacyjne oraz udostępniając scenariusze lekcji na temat losów społeczności żydowskich w różnych miejscach okupowanej przez Niemców Polski. Współpracuje m.in. z Instytutem Pileckiego, Fundacją Rodziny Popielów Centrum, Fundacją Urban Memory oraz Stowarzyszeniem FestivAlt.
W 2024 Fundacja została wyróżniona Medalem „Powstanie w Getcie Warszawskim”.